# Conoco
Conoco Inc. va ser una companyia de petroli i gas nord-americana que va operar des del 1875 fins al 2002, quan es va fusionar amb Phillips Petroleum 66 per formar ConocoPhillips. Va set fundada per Isaac Elder Blake el 1875 amb el nom de "Continental Oil and Transportation Company". Actualment, el nom Conoco és una marca de gasolina i estació de servei als Estats Units que pertany a Phillips 66 després de l'escissió dels actius de distribució de ConocoPhillips el maig de 2012.

## Història
La "Continental Oil and Transportation Company" va ser fundada per Isaac Elder Blake el 1875. Amb seu a Ogden, Utah, l'empresa distribuïa petroli, querosè, benzè i altres productes a la zona oest dels Estats Units. La Continental Oil Company va ser adquirida per la Standard Oil Company el 1884, i més tard va ser separada d'aquesta durant la desinversió de Standard Oil el 1911.

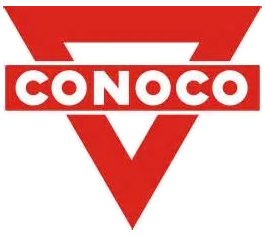
Logotip de Conoco del 1930, després de la seva adquisició per Marland Oil Co.

L'oficina principal es va traslladar més tard a Ponca City, Oklahoma, quan el 1929, Marland Oil Company (fundada pel pioner de l'exploració E. W. Marland) va adquirir la Continental Oil Company. Marland Oil va adquirir els actius (subjectes a passius) de Continental Oil Company per una contraprestació de 2.317.266 accions. L'empresa fusionada va prendre el nom més reconeixible de Continental juntament amb la marca Conoco. No obstant això, va adoptar el logotip del triangle vermell de Marland, que va conservar fins al 1970, quan es va adoptar el logotip de la càpsula, que va esdevenir molt conegut.

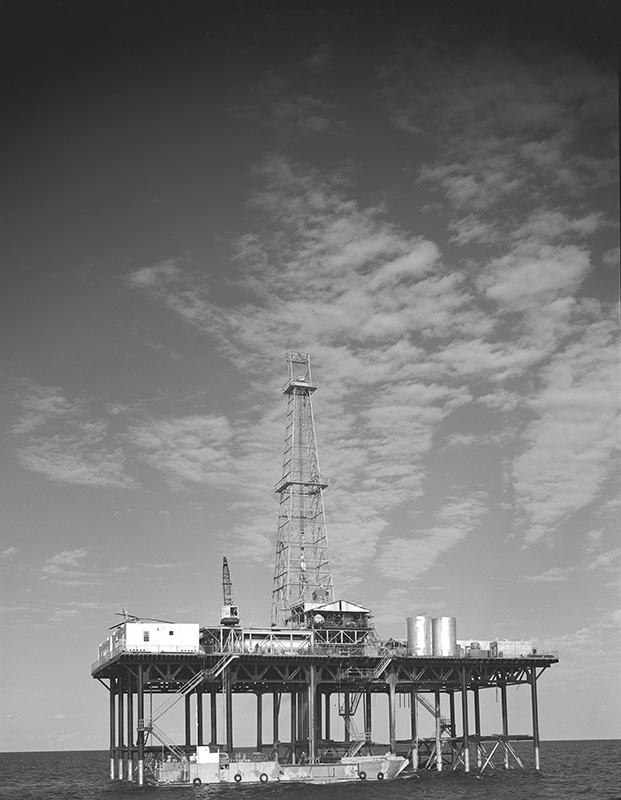
Plataforma de perforació de pous de petroli offshore Conoco, Golf de Mèxic, 1955

Dan Moran, que va succeir al fundador EW Marland com a president de Marland Oil el 1928, es va convertir en el primer president de la Conoco fusionada. Moran va dirigir Conoco durant vint anys, i va dirigir l'empresa a través dels reptes de la gran depressió fins que es va retirar el 1947. La companyia va tenir problemes al principi quan, poc després de l'adquisició, es va veure afectada pel Gran Crac d'octubre de 1929. Conoco es va convertir en un proveïdor clau del govern dels Estats Units durant la Segona Guerra Mundial.
Sota el lideratge de Leonard F. McCollum, Conoco va passar de ser una empresa regional a una corporació global durant els anys posteriors a la Segona Guerra Mundial. Un altre moment difícil per a la companyia va arribar durant la crisi del petroli dels anys setanta, de la qual no es va recuperar fins al 1981, quan Conoco es va convertir en una filial de l'antic rival DuPont.

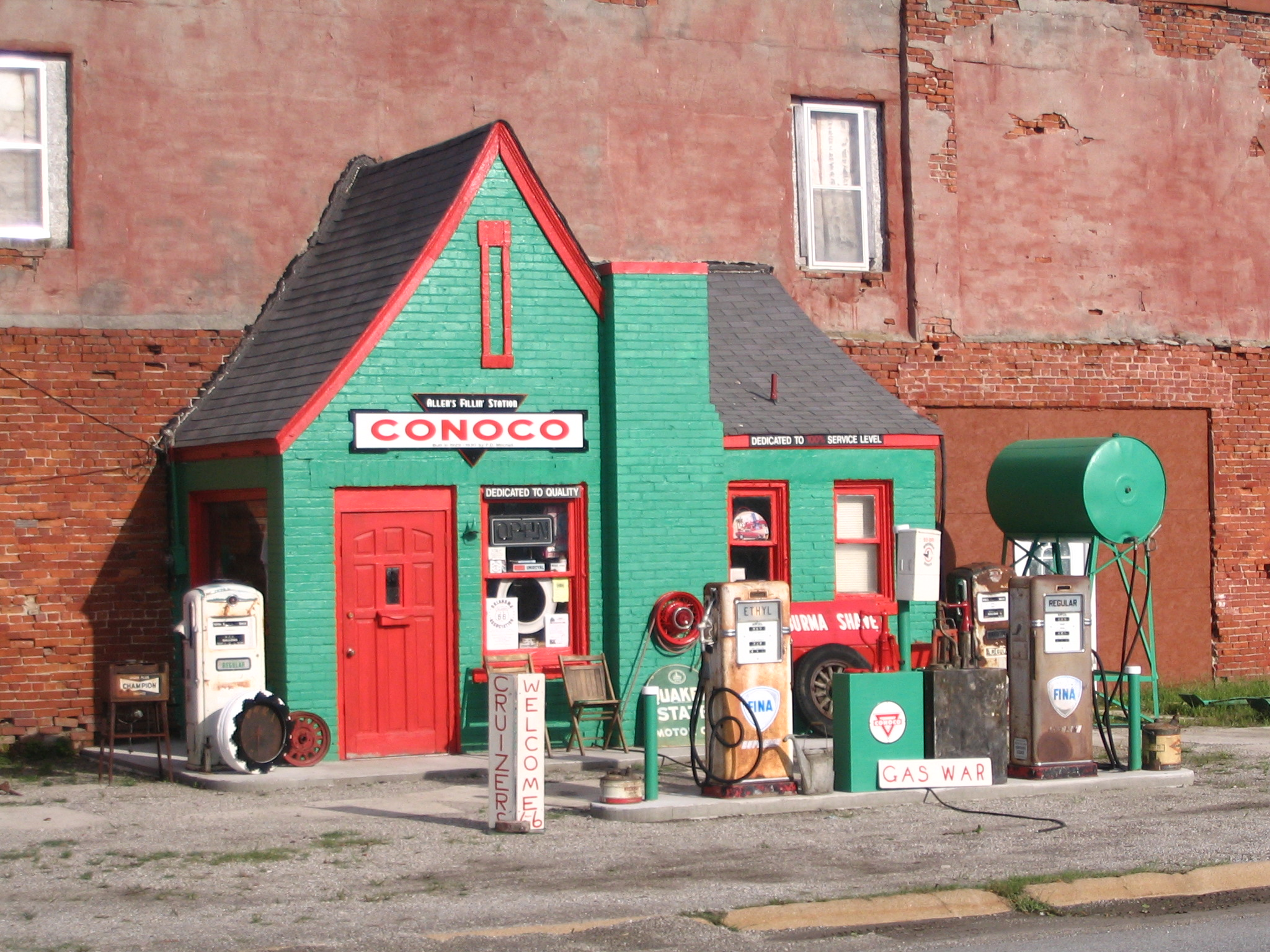
Antiga estació de servei de Conoco a Commerce, Oklahoma, fotografiada el 2008

El 1981, rica en diners en efectiu i amb ganes de diversificar-se, la companyia Seagram va projectar una presa de control de Conoco. Tot i que Seagram va adquirir una participació del 32,2% a Conoco, DuPont va ser portat com a cavaller blanc per la companyia petroliera i va entrar en la guerra d'ofertes. Mobil Corporation, la segona companyia petroliera del país en aquell moment, també es va unir a l'oferta i va demanar prestats 5.000 milions de dòlars per fer una oferta per Cocono. Al final, Seagram i Mobil van perdre a la guerra d'ofertes de Conoco. A canvi de la seva participació a Conoco Inc, Seagram es va convertir en propietari del 24,3% de DuPont. El 1995, Seagram era el major accionista de DuPont amb quatre escons al consell d'administració.
El 1998, DuPont va vendre el 30% de Conoco, i el 1999, DuPont va vendre el 70% restant que tenia a Conoco Inc. Quan Conoco va sortir a borsa l'octubre de 1998 cm a empresa l'independent, amb el nom reestructurat de Continental Oil Company, va donar lloc a la OPI més gran de la història. El 2001, Conoco va anunciar que havia acceptat comprar Gulf Canada per 6.700 milions de dòlars canadencs (4.300 milions de dòlars americans). Conoco es va fusionar l'any 2002 amb Phillips Petroleum per formar ConocoPhillips.

## Seu corporativa
Abans de la fusió, Conoco tenia la seva seu a la que ara és l'actual seu de ConocoPhillips al Corredor Energètic de Houston ; el complex antigament era conegut com el Conoco Center.
La seu de Conoco es va traslladar a Houston el 1949. El 1965, la seu es va traslladar a Manhattan, Nova York. El 1972, la seu es va traslladar a Stamford, Connecticut; a Stamford, Conoco ocupava un espai al complex de tres pisos de High Ridge Park. El 1982, DuPont va anunciar que la seu de Conoco es traslladaria de Stamford a Wilmington, Delaware. El trasllat es va produir l'any 1982. Edward G. Jefferson, el president de DuPont, va dir que el trasllat de la seu era per reunir els principals treballadors de DuPont i Conoco. DuPont també va anunciar que tancava les oficines de Conoco a Stamford; el contracte d'arrendament del complex de Stamford estava programat originalment per expirar el 1992.

## Acord Conoco-Iran
L'any 1995, Conoco Inc. va tancar un contracte amb l'Iran per desenvolupar un enorme jaciment de petroli en alta mar al golf Pèrsic. Va ser el primer acord energètic entre l'Iran i els Estats Units des que Washington va trencar les relacions amb Teheran el 1980. El contracte es va signar després de tres anys de negociacions. No obstant això, la companyia va abandonar el pla després que la Casa Blanca anunciés que el president Bill Clinton emetria una directiva per bloquejar totes aquestes transaccions per motius de seguretat nacional.

## Museu
El museu oficial de Conoco es va acabar de construir el 2007 i es troba a Ponca City, Oklahoma.

## Marca Conoco

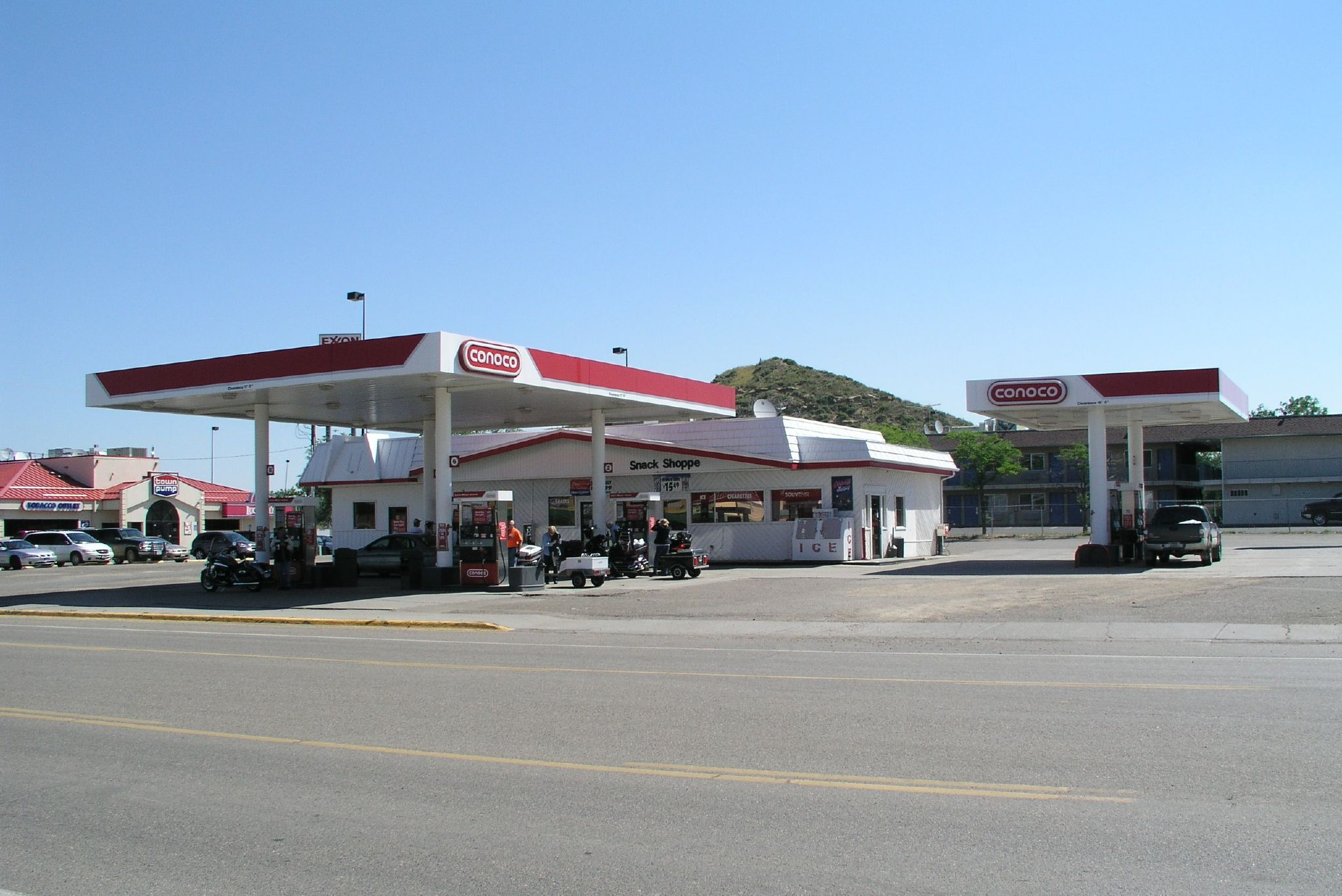
Gasolinera Conoco i botiga ràpida a Miles City, Montana

Juntament amb les marques germanes, Phillips 66 i 76, "Conoco" (pronunciat correctament CON-oco, no Co-NO-co o CO-noco), és una important marca nord-americana de petroli i gasolineres que ha estat propietat de Phillips 66 des del 2012. Va ser originalment la marca utilitzada pel seu creador, Conoco Inc., des de 1875 fins a la seva fusió amb Phillips Petroleum el 2002. Tot i que la marca Conoco es pot utilitzar a qualsevol estat en què opera la Phillips 66 Company, és molt estrany veure la marca Conoco a Califòrnia i Oregon, on en canvi predomina la marca 76.